# Ятвяжский язык
Ятвяжский язык — язык балтийского племени ятвягов, или судавов (судинов), один из балтийских языков. Не путать со славянским «ятвяжским» микроязыком. Выделяются два ареала, названия которых послужили основой для двух рядов названий всего языка в разных языках: для немцев и литовцев ближе был судавский, для поляков и восточных славян — ятвяжский.

## О названии
К. Буга и Я. Отрембский возводили этноним «ятвяги» к гидрониму *Jātā, *Jātvā.

## Территория
В XIII веке ятвяжский язык был распространён в основном на территории к востоку от Надровии, Галиндии и Северной Мазовии, к югу от современного города Мариямполе, к западу от города Волковыск и к северо-востоку от среднего течения Буга.
Точные границы ятвяжского этнического ареала до сих пор являются предметом дискуссии, но ядро ятвяжской территории находилось между Мазурскими озерами, средним течением Немана и линией Пуньск — Вильнюс.

## Диалекты
- судавский (северноятвяжский) — Судавия (Судовия, Sudovia, Sudowia, Sudowen, Sūduva, Suderland). Северо-восток Польши, юго-запад Литвы, крайний юго-восток Калининградской обл, включая Дайнаву (Занеманье, Dainavà) в Литве. В конце XIII века его носители были почти полностью истреблены Тевтонским орденом (за исключением Дайнавы), немногие бежали в Литву и Самбию. После 1411 года эти земли были заселены литовцами, немцами, белорусами и немногими ятвягами. Окончательно вытеснен литовским, немецким и польским языками к концу XVI — началу XVII века. Представлен[где?] несколькими фразами XVI века[источник не указан 143 дня].
- ятвяжский собственно (южноятвяжский) — Ятва (древнерусское Ятвягия) (Jaćwież, Jotva): Северо-Восточная Польша — Подляшье, Северо-Западная Белоруссия. Был вытеснен польским и западнорусским около XVI—XVII веков. Видимо представлен словариком Pogańske gwary z Narewu (свыше 200 слов)[источник не указан 143 дня].

## История языка
Первое упоминание о ятвягах относится ко II веку н. э. Сделано оно было Птолемеем (География, III, 9), который среди прочих балтийских племён назвал и судавов (др.-греч. Σουδινοί).
В Ипатьевской летописи встречаются следующие имена ятвяжских князей и старейшин:
- 1227 год — Шютр (Шутр), Монъдунич, Стегут, Зебрович Небр;
- 1128 год — Скомонд и Борут;
- 1251 год — Небяст;
- 1255 год — Стеикинт (Стекинт, Стекынт), Комат;
- 1256 год — Анкад, Юндил;
- 1274 год — Минтеля, Шюрп, Мудейко, Пестила.

Большая часть ятвягов была убита или согнана со своих земель Тевтонским орденом в 1283 году. Территория проживания ятвягов в хрониках стала называться пустыней (нем. Wildnis, лат. solitudo, desertum).
После заключения Торуньского договора (1411) ятвяжские земли вошли в состав Литвы и стали заселяться литовцами, мазурами, белорусами и возвращающимися на родину ятвягами.
Ян Длугош в «Хронике славного Польского Королевства» (1455—1480) записал:
«Литовцы, жемайты и ятвяги, хотя различаются названиями и разделены на множество семей, однако были одним племенем, происходящим из римлян и итальянцев… Язык у них латинский, отличающийся лишь незначительными различиями, так как он, вследствие общения с соседними племенами, уже склонился к свойствам русских слов».
Библиандр Теодор (1548) пишет про разделение литовского языка на 4 ветви:
1) ятвяжскую (немногочисленные жители обитают возле Дрогичинского замка);
2) литовско-жемайтскую;
3) прусскую;
 4) лотвяно-лотыгольскую (обитающие в Ливонии вдоль реки Двины и возле Риги). Все они понимают друг друга, кроме куршей.
«Linguagiu Lithuanicu est quadripartítum. Primum linguagium est Iaczuíngorum, uthorum qui circa castrum Drohicin inhabitarunt, & pauci supersunt. Alterum est Líthuanorum & Samagíttharum; Tertíum Prutenorum; Quartum in Lothua seu Loththola, hoc est, Lívonia circa fluuíum Dzuína &Rigam ciuitatem. Etho rum quanqua eadem fit lingua, unus tamen non plenè alterum íntelligit nisi cursíuus & qui uagatus est per illas terras». — Bibiliander T. De ratione communi omnium linguarum et litterarum commentarius. — [Цюрих], 1548.
Шесть коротких фраз на ятвяжском были включены в середине XVI века Иеронимом Малецким (пол. Hieronim Malecki, лат. Hieronymus Maletius) в книгу «Описание судавов».
Вымер ятвяжский язык в XVII—XVIII веках. Хотя в 1860 году согласно «Приходским спискам» на юге Гродненской губернии 30929 чел. (74 % в Кобринском уезде) были искусственно отнесены к ятвягам, говорили эти люди уже по-славянски. Ятвяжская самоидентификация жителей в этом районе этнографами не зафиксирована.

Известный белорусский путешественник и писатель XIX века Павел Шпилевский в своих очерках под названием «Путешествие по Полесью и Белорусскому краю» про ятвягов в Беловежской пуще написал следующее:
«Жители пущи большею частью казённые крестьяне и составляютъ какое-то отдельное племя, не то литовское, не то русское; языкъ ихъ — смесь древне-литовскаго съ русскимъ, малороссійскимъ и полесскимъ; одежда — полесская».
Собственной письменности ятвяжский язык не имел и дошёл до нас лишь в виде топонимов, личных имён, записанных в XVI веке шести фраз и обнаруженного в 1978 году польско-ятвяжского словарика.
В 1978 году молодым коллекционером В. Ю. Зиновым на хуторе в окрестностях деревни Новый Двор (Брестская область) был куплен сборник латинских молитв, в конце которого было несколько исписанных от руки листов, озаглавленных Pogańske gwary z Narewu (польск. — языческие говоры по Нареву). Текст представлял собой двуязычный словарь, одним из языков был польский, а второй был Зинову неизвестен. Для расшифровки коллекционер переписал текст в тетрадь. Позднее, когда Зинов служил в армии, его родители выбросили книгу, таким образом, оригинал словаря утрачен. В 1983 году Зинов обратился с письмом в Вильнюсский университет, полагая, что вторым языком словаря может быть ятвяжский. Первоначально в Вильнюсе в нём заподозрили фальсификатора, но позднее словарь был признан подлинным.
По мнению З. Зинкявичюса, первого исследователя словарика, его составлял католический священник, местный житель, который сам ятвяжским языком не владел вовсе или владел плохо.
Всего Зинов выписал из словарика 215 слов, возможно, ещё около 7—10 слов переписано не было. Три слова являются полонизмами, не менее 18 — германизмами.

## Фонетика и фонология
Для ятвяжского языка характерно совпадение шипящих и свистящих (š > s, ž > z), переход ť > k’, ď > g’ и сохранение дифтонга ei (в противовес его переходу в ie в литовском и латышском).
По всей видимости, e перешёл в ятвяжском в ä, все остальные гласные прабалтийского языка сохранились без изменений.